# Сарикамиський сільський округ
Сариками́ський сільський округ (каз. Сарықамыс ауылдық округі, рос. Сарыкамысский сельский округ) — адміністративна одиниця у складі Екібастузької міської адміністрації Павлодарської області Казахстану. Адміністративний центр — село Сарикамис.
Населення — 435 осіб (2021; 509 у 2009, 706 у 1999, 1217 у 1989).
Станом на 1989 рік існувала Сарикамиська сільська рада (села Куандик, Сарикамис, Суиккудук) колишнього Екібастузького району.

## Склад
До складу округу входять такі населені пункти:
| Населений пункт | Старі назви | Населення, осіб (1989) | Населення, осіб (1999) | Населення, осіб (2009) | Населення, осіб (2021) |
| --------------- | ----------- | ---------------------- | ---------------------- | ---------------------- | ---------------------- |
| Куандик, село   | -           | 156                    | 103                    | 129                    | 64                     |
| Сарикамис, село | Суиккудук   | 872                    | 461                    | 348                    | 371                    |
| Суиккудук, село | Сарикамис   | 189                    | 142                    | 32                     | -                      |